# Sanaag maidensis
Genre
Espèce
Synonymes
- Gint maidensis Kovařík, Lowe, Just, Awale, Elmi & Šťáhlavský, 2018

Sanaag maidensis, unique représentant du genre Sanaag, est une espèce de scorpions de la famille des Buthidae.

## Distribution
Cette espèce est endémique du Somaliland en Somalie. Elle se rencontre vers Maid.

## Description
Le mâle holotype mesure 36,43 mm et la femelle paratype 48,20 mm.
Les mâles mesurent de 31 à 37 mm et les femelles de 39 à 48 mm.

## Systématique et taxinomie
Cette espèce a été décrite sous le protonyme Gint maidensis par Kovařík, Lowe, Just, Awale, Elmi et Šťáhlavský en 2018. Elle est placée dans le genre Sanaag par Kovařík en 2024.
Ce genre a été décrit par Kovařík en 2024 dans les Buthidae.

## Étymologie
Son nom d'espèce, composé de maid et du suffixe latin -ensis, « qui vit dans, qui habite », lui a été donné en référence au lieu de sa découverte, Maid.

## Publications originales
- Kovařík, Lowe, Just, Awale, Elmi & Šťáhlavský, 2018 : « Scorpions of the Horn of Africa (Arachnida: Scorpiones). Part XV. Review of the genus Gint Kovařík et al., 2013, with description of three new species from Somaliland (Scorpiones, Buthidae). » Euscorpius, no 259, p. 1-41 (texte intégral).
- Kovařík, 2024 : « Scorpions of the Horn of Africa (Arachnida, Scorpiones) Part XXXI. Two new genera from Somaliland: Sanaag gen. n. and Sahil gen. n. (Buthidae). » Euscorpius, no 386, p. 1-11 (texte intégral).